# Piper phaneropus
Piper phaneropus är en pepparväxtart som beskrevs av William Trelease. Piper phaneropus ingår i släktet Piper och familjen pepparväxter. Inga underarter finns listade i Catalogue of Life.